# Scorpaenopsis papuensis
Scorpaenopsis papuensis là một loài cá biển thuộc chi Scorpaenopsis trong họ Cá mù làn. Loài này được mô tả lần đầu tiên vào năm 1829.

## Từ nguyên
Từ định danh papuensis được đặt theo tên gọi của đảo Papua, tức New Guinea hiện nay, là nơi đã thu thập mẫu định danh của loài cá này (hậu tố ensis trong tiếng Latinh nghĩa là "thuộc về").

## Phân bố và môi trường sống
S. papuensis có phân bố ở vùng Đông Ấn - Tây Thái Dương, từ Indonesia về phía đông đến quần đảo Société, giới hạn phía bắc đến miền nam Nhật Bản và phía nam đến Úc.
S. papuensis sống trên các rạn san hô và mỏm đá, cũng có thể được tìm thấy ở vùng cửa sông và đầm phá, độ sâu đến ít nhất là 40 m.

## Mô tả
Chiều dài lớn nhất được ghi nhận ở S. papuensis là 25 cm. S. papuensis thuộc nhóm Scorpaenopsis oxycephala, đặc trưng bởi mõm dài.
Số gai vây lưng: 12; Số tia vây lưng: 9; Số gai vây hậu môn: 3; Số tia vây hậu môn: 5; Số tia vây ngực: 19.

## Sinh thái

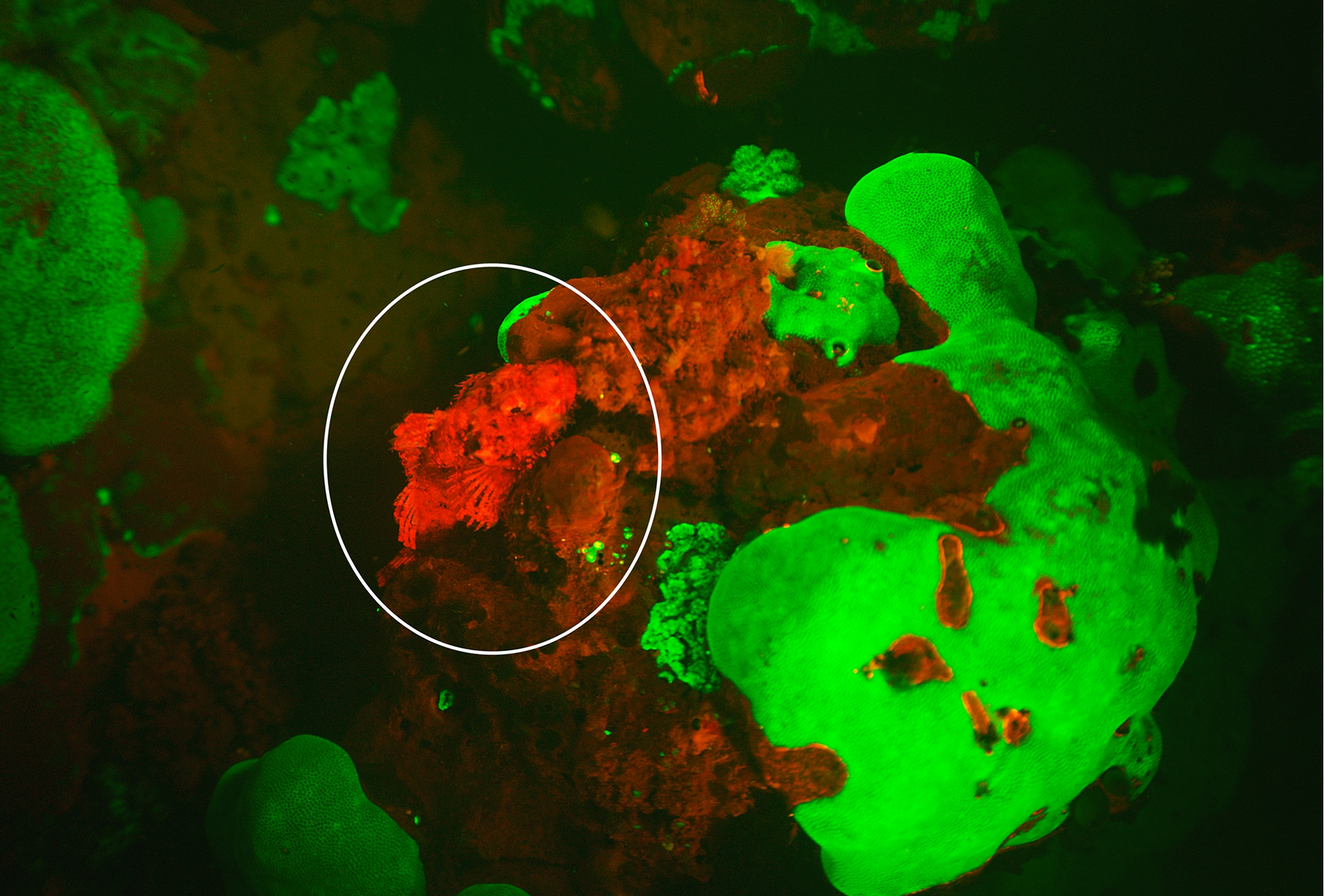
S. papuensis (khoanh tròn) phát huỳnh quang đỏ và đang bám trên một mảng tảo cũng phát quang đỏ.

Thức ăn của S. papuensis là các loài cá nhỏ hơn. Loài này khó nhìn thấy do chúng ngụy trang rất tốt vào môi trường xung quanh.
S. papuensis có thể phát huỳnh quang sinh học màu đỏ. Huỳnh quang sinh học có thể hỗ trợ cá rạn san hô ngụy trang, như S. papuensis (hình bên) đang bám trên một mảng tảo cũng phát huỳnh quang đỏ.